# Brayan Angulo Mosquera
Brayan Edison Angulo Mosquera (Cali, Valle del Cauca, Colombia, 19 de julio de 1993) es un futbolista colombiano. Juega de volante ofensivo. Actualmente juega para el Madura United FC de Indonesia.

## Trayectoria
Debutó profesionalmente en el Deportivo Cali en 2011, para la temporada 2012 es transferido al Cortuluá, equipo de la segunda división del fútbol Colombiano.
A inicios de agosto de 2022 es presentado como nuevo jugador del Al-Merreikh Omdurmán de la Primera División de Sudán. Siendo esta su cuarta experiencia internacional tras sus pasos por las ligas de Chipre, Letonia y Brasil.

## Selección nacional

### Participaciones en Sudamericanos
| Mundial                             | Sede    | Resultado  | Partidos | Goles |
| ----------------------------------- | ------- | ---------- | -------- | ----- |
| Torneo Esperanzas de Toulon de 2013 | Francia | Subcampeón | 5        | 0     |

## Clubes
| Club                   | País      | Año         |
| ---------------------- | --------- | ----------- |
| Deportivo Cali         | Colombia  | 2011        |
| Cortuluá               | Colombia  | 2012 - 2013 |
| Águilas Doradas        | Colombia  | 2014        |
| Independiente Medellín | Colombia  | 2015        |
| Deportivo Pasto        | Colombia  | 2016        |
| América de Cali        | Colombia  | 2016 - 2018 |
| Independiente Medellín | Colombia  | 2018        |
| Pafos                  | Chipre    | 2018 - 2019 |
| Riga                   | Letonia   | 2020        |
| Pafos                  | Chipre    | 2020 - 2021 |
| Once Caldas            | Colombia  | 2021        |
| Botafogo (BA)          | Brasil    | 2022        |
| Al-Merreikh            | Sudán     | 2022        |
| Boca Juniors de Cali   | Colombia  | 2024        |
| Madura United FC       | Indonesia | 2025        |

## Estadísticas

### Clubes
| Club                              | Div.                | Temporada           | Liga  | Liga  | Copa nacional | Copa nacional | Copa internacional | Copa internacional | Total | Total |
| Club                              | Div.                | Temporada           | Part. | Goles | Part.         | Goles         | Part.              | Goles              | Part. | Goles |
| --------------------------------- | ------------------- | ------------------- | ----- | ----- | ------------- | ------------- | ------------------ | ------------------ | ----- | ----- |
| Deportivo Cali · Colombia         | 1.°                 | 2011                | 0     | 0     | 2             | 0             | -                  | -                  | 2     | 0     |
| Deportivo Cali · Colombia         | Total               | Total               | 0     | 0     | 2             | 0             | 0                  | 0                  | 2     | 0     |
| Cortuluá · Colombia               | 2.°                 | 2012                | 27    | 4     | 6             | 0             | -                  | -                  | 33    | 4     |
| Cortuluá · Colombia               | 2.°                 | 2013                | 23    | 2     | 5             | 1             | 0                  | 0                  | 28    | 3     |
| Cortuluá · Colombia               | Total               | Total               | 50    | 6     | 11            | 1             | 0                  | 0                  | 61    | 7     |
| Águilas Doradas · Colombia        | 1.°                 | 2014                | 31    | 5     | 6             | 0             | 1                  | 0                  | 38    | 5     |
| Águilas Doradas · Colombia        | Total               | Total               | 31    | 5     | 6             | 0             | 1                  | 0                  | 38    | 5     |
| Independiente Medellín · Colombia | 1.°                 | 2015                | 37    | 2     | 8             | 2             | -                  | -                  | 45    | 4     |
| Independiente Medellín · Colombia | 1.°                 | A-2018              | 6     | 0     | -             | -             | -                  | -                  | 6     | 0     |
| Independiente Medellín · Colombia | Total               | Total               | 43    | 2     | 8             | 2             | 0                  | 0                  | 51    | 4     |
| Deportivo Pasto · Colombia        | 1.°                 | 2016                | 9     | 1     | 3             | 1             | -                  | -                  | 12    | 2     |
| Deportivo Pasto · Colombia        | Total               | Total               | 9     | 1     | 3             | 1             | 0                  | 0                  | 12    | 2     |
| América de Cali · Colombia        | 2.°                 | 2016                | 22    | 4     | 1             | 0             | 0                  | 0                  | 23    | 4     |
| América de Cali · Colombia        | 1.°                 | 2017                | 37    | 1     | 3             | 0             | 0                  | 0                  | 40    | 1     |
| América de Cali · Colombia        | 1.°                 | F-2018              | 3     | 1     | 1             | 0             | -                  | -                  | 4     | 2     |
| América de Cali · Colombia        | Total               | Total               | 62    | 6     | 5             | 0             | 0                  | 0                  | 67    | 6     |
| Pafos FC Chipre                   | 1.°                 | 2018-19             | 29    | 9     | 4             | 1             | -                  | -                  | 33    | 10    |
| Pafos FC Chipre                   | 1.°                 | 2019-20             | 2     | 0     | -             | -             | -                  | -                  | 2     | 0     |
| Pafos FC Chipre                   | 1.°                 | 2020-21             | 14    | 1     | -             | -             | -                  | -                  | 14    | 1     |
| Pafos FC Chipre                   | Total               | Total               | 45    | 10    | 4             | 1             | 0                  | 0                  | 49    | 11    |
| Riga FC Letonia                   | 1.°                 | 2020                | 3     | 0     | -             | -             | -                  | -                  | 3     | 0     |
| Riga FC Letonia                   | Total               | Total               | 3     | 0     | 0             | 0             | 0                  | 0                  | 3     | 0     |
| Botafogo (BA) · Brasil            | A2                  | 2022                | 8     | 3     | -             | -             | -                  | -                  | 8     | 3     |
| Botafogo (BA) · Brasil            | Total               | Total               | 8     | 3     | 0             | 0             | 0                  | 0                  | 8     | 3     |
| Al-Merreikh Sudán                 | 1.°                 | 2022-23             | 0     | 0     | -             | -             | -                  | -                  | 0     | 0     |
| Al-Merreikh Sudán                 | Total               | Total               | 0     | 0     | 0             | 0             | 0                  | 0                  | 0     | 0     |
| Total en su carrera               | Total en su carrera | Total en su carrera | 220   | 29    | 39            | 5             | 1                  | 0                  | 261   | 34    |

### Selección
| Sub-20 · Colombia                                               | 2013          | — | — | 5 | 0 | — | — | 5 | 0 | 0.0 |
| Sub-20 · Colombia                                               | Total         | 0 | 0 | 5 | 0 | 0 | 0 | 5 | 0 | 0.0 |
| Total carrera                                                   | Total carrera | 0 | 0 | 5 | 0 | 0 | 0 | 5 | 0 | 0.0 |
| (1) Incluye los partidos de: Torneo Esperanzas de Toulon (2013) |               |   |   |   |   |   |   |   |   |     |

## Palmarés

### Campeonatos nacionales
| Título    | Club            | País     | Año  |
| --------- | --------------- | -------- | ---- |
| Primera B | América de Cali | Colombia | 2016 |